# 法整備支援
法整備支援（ほうせいびしえん）とは、開発途上国などで実施される立法支援、法曹養成支援、法学教育支援などの活動の総称。開発途上国の行う法令及びこれを運用する体制の整備を支援する活動を意味する。法制度整備支援ともいう。
法整備支援は、多くの欧米諸国が昨今力を注いでいる分野であり、アジアでは日本のほか、韓国も法整備支援の支援側に加わり、注力していこうとしている。法整備支援は、英語圏では「法と開発」の文脈で説明される。

## アジアでの法整備支援

### 日本における法整備支援の位置づけ
日本の法整備支援は、
1. 民法などの法典作成の支援
2. 法律の執行・運用のための体制整備に対する支援
3. 裁判官など法律専門家の人材育成に対する支援

を3つの基本的柱としており、また、押しつけではなく、相手国の主体性を重視することにも特色があるとされている。
日本の政府開発援助(ODA)というと、道路、橋、発電所など、インフラストラクチャーの整備支援が連想されがちであるが、近年では、人材育成や法・制度構築や教育などを支援する、ソフト面での支援にも注力されるようになってきた。法整備支援は、その代表格の1つとして注目を集めるようになっている。
日本による本格的な法整備支援は、1994年のベトナムに対するものが最初である。支援対象国はその後広がり続け、現在ではベトナム、カンボジア、ラオス、インドネシア、中国、モンゴル、中央アジア諸国、ネパールなどに支援を行っている。
法整備支援をはじめ、ソフト面での支援が注目されるようになった背景には、民主主義、法の支配、汚職撲滅など、いわゆる「良い統治(good governance)」の実現が、経済発展や貧困削減のために不可欠であると考えられるようになったことが挙げられる。日本政府も、平成15年8月29日の閣議決定で定めた政府開発援助(ODA)大綱で、「良い統治」を基本理念として掲げ、開発途上国の発展の基礎になるものとして、法・制度構築や経済社会基盤の整備に協力することを、ODAの最も重要な考え方とした。さらに平成20年の海外経済協力会議では、法整備支援について、途上国での法の支配の定着、持続的成長のための環境整備、日本との経済連携強化等の点で大きな意義を有すると位置づけ、日本国外経済協力の重要分野の一つとして、戦略的に進めることを明言した。平成21年4月の時点では、重点支援国として、中国、モンゴル、カンボジア、インドネシア、ラオス、ベトナム、ウズベキスタンの7か国が選定された。
また、第1次安倍内閣では、北東アジアから、東南アジアを経て、インド、中東、中央アジア、中・東欧にかけての「弧」上にある国との間で、日本がリーダーシップをとってこれら価値を共有し、「弧」地域全体の繁栄に貢献する、その結果として経済や安全保障などで日本も国益を享受するという「自由と繁栄の弧」を外交の基本方針としていたが、その提唱者とされる麻生太郎の著書「とてつもない日本」（新潮新書）では、その具体的施策の例として法整備支援が挙げられている。
一方、民主党政権となった後も、平成23年11月18日に採択された日・ASEAN共同宣言とそれに基づく日・ASEAN行動計画において、「法の支配、裁判システム及び法的インフラを強化するため、法律及び裁判部門における人材強化への協力を続ける」とされた（行動計画1.5.5）ほか、違法薬物、マネーロンダリング、テロなどの国際的な犯罪撲滅に共同して取り組む一環としての刑事分野における人材育成への協力、知的財産分野での人材育成への協力も盛り込まれている（行動計画1.3、2.18）。さらに、平成23年12月24日に閣議決定された「日本再生の基本戦略」でも、日本の国際的プレゼンスを高めるべく、当面重点的に取り組む施策として、「インクルーシブな成長の基礎となる法制度整備支援の推進」が挙げられ、「開発途上国における法の支配の確立と社会経済の基盤整備を図り、成長を確実なものとするために、法制度整備支援を推進する。」とされている。この点、NHKの西川龍一解説委員も、法整備支援について、「厳しい経済状況が続く中で、ＯＤＡ予算の増額は難しい中、わずかな予算でも効果的な国際貢献策につながるというメリットがある」「アジアでの存在感を高めるためにも、カンボジアなどでの経験を生かして、現地の人たちに実のある国際貢献を続けて欲しいと思います。」と解説している。
第2次安倍内閣で平成25年5月に決定された法制度整備支援に関する基本方針（改訂版）では、重点支援国として、ミャンマー、バングラデシュも追加されたほか、アフリカ諸国の支援需要をくみ取っていく方針も明記された。また、日本は、パレスチナ紛争の解決や中東諸国の民主化推進などの観点から、アジア圏でのイスラム教の国であるインドネシアやマレーシアとも連携しつつ、パレスチナを含めた中東諸国に対し、農業、保健などの分野で支援活動を展開している が、そのような中、法分野のうち刑事分野では、パレスチナを含めた中東諸国・地域への法整備支援が若干は行われている。
また、少子高齢化に伴って国内市場の縮小が不可避の中、海外で稼ぎ、国内の活力や雇用につなげていくことの重要性が高まっている が、法整備支援は、開発途上国での投資環境整備という意味合いも強く持っている ため、経済界からの期待も強い。
法整備支援事業を行う財団国際民商事法センターは、その役員や会員企業に住友商事、トヨタ、キヤノンなどの大手企業が名を連ねている。
また、日本経団連が発行する「経済Trend 2010年1月号」では、日本経済がアジアの成長を取り込んでいくため、官民連携の体制で、アジアにおけるソフト・ハード両面でのインフラ整備を行っていくことの重要性が強調されているが、ソフトインフラ整備の代表格として、法整備支援が挙げられている。
日系企業のアジア進出は、中国に限らず、東南アジア諸国で拡大を続け、これに伴って日本の四大法律事務所もアジアでの業務展開を急速に拡大しており、ビジネス環境整備としての法整備支援の重要性はさらに増していくものと考えられる。この点につき、アジアで日系企業への法的アドバイスを行っている日本の弁護士も、「法整備支援の意味は、今後、日本の人口が減少し、経済が小さくなる中で、日本企業が海外において活動しやすい状況を作る意味でも、また、投資の受け皿としての制度を形成していく意味でも、益々、重要になるものと信じている。」など、法整備支援への期待を述べている。実際にも、こういった弁護士と法務省、外務省が連携してアジア法の調査を行い、調査結果を法整備支援に活用するとともに、弁護士、日系企業などへ広く知見を還元する試みもなされている。
さらに、法整備支援を通じ、支援対象国の法律に関する情報が大量に日本へ流入するようになり、日本の研究者及び法律実務家などがアジア各国の法制度を深く学ぶことを可能にさせるという効果ももたらしている。
歴史的に見ると、日本は、明治維新の時代にフランス法系、ついでドイツ法系の諸法律を継受し、第二次世界大戦後にアメリカ法の影響を受けるという法制史をたどっている。そのため、日本は、アジアで初めて欧米型の近代法を整備した国であり、かつ、大陸法系と英米法系の各専門家が存在し、どちらの法体系の国に対しても支援が可能であるという独自性の強い立ち位置にある。アジア各国が法整備支援を日本に求める歴史的背景がここにあるともいわれている。
ただ、現在の法整備支援は、その前線で活躍する人材の不足が大きな問題となっているほか、他の支援国との協調・連携に不十分な点があったなどの問題が指摘されている。また、法整備支援は、成果が短期的にはあらわれにくい分野であるため、その評価手法や国民への説明責任をどのように果たすべきかも課題として指摘されている。加えて、法整備支援の実施には、日本の法律や制度に関する情報について、英語など外国語への翻訳の整備が不可欠であるが、日本の法令や判決などの英訳は、知的財産などを除き、欧米諸国及び韓国と比べて、著しく遅れている領域であるとされている。なお、人材不足という課題について、JICAは、法整備支援に携わる人材の育成・発掘のため、能力強化研修を実施するようになっている。

### アジア市場の形成と日本の立ち位置
日本以外のアジア諸国の経済発展が堅調に進み、アジア全体が市場としての一体性を増していく中で、国境を越えた法律その他のルール調和の必要性が高まっている。そういった文脈でも、アジアで最初に近代的な法制度を整備した日本がリーダーシップをとるべきであり、このことがアジア圏全体の利益であるのみならず日本の国益にも資する、日本の国際的な関わりを製造業にばかり依存するのではなく、法制度や規格などのルール形成にも積極的に関わっていくべきであるとの指摘（藪中三十二・元外務省事務次官）がされている。法整備支援は、世界のアジアシフトという大きな国際情勢の変化の中で、より高い戦略性が求められているといえる。
また、こういった日本のリーダーシップを実現していくためには、「日本の法律実務家がアジア各国の法律実務家と接する機会をより多く持つようにすることが非常に重要である」との指摘（伊藤元重・東京大学教授）のほか、国際的な民商事紛争の解決で重要な役割を果たしている仲裁について、イギリス法のもと、シンガポールや香港といったイギリスの旧植民地が圧倒的な存在感を有する一方、日本では法律家にさえ正確な理解が浸透していないことの問題を指摘する声もある。この点では、裁判所も重要な位置づけを有するとされており、仲裁地としての国際的プレゼンスを高めるためには、当該国の裁判所が国際的な商事仲裁スキームを正確に理解し、仲裁判断への不当な介入を控える姿勢・体制を採ることも重要とされている。シンガポールのような商事仲裁地として成功している国では、仲裁(arbitration)に関係する案件が裁判所に持ち込まれた場合、商事仲裁に精通した特定の裁判官に担当を集中させている。
このように法整備支援は、法整備支援の視点だけから考えるのではなく、民間セクターとの連携、さらには社会的・経済的なルールの国際的調和や外交などより広い文脈の下での戦略性が求められるに至っている。

### 日本における法整備支援実施体制
日本の法整備支援の中核は、国際協力機構(JICA)による技術支援の枠組みで行われている。基本法や裁判所での運用改善といった支援の場合、裁判官・検察官・弁護士など数名がJICA長期専門家として現地に常駐する とともに、法学者や法律実務家で構成される国内支援委員会を組織することが多い。
日本による法整備支援は、基本法や裁判所の運用改善などにとどまるものではなく、知的財産法や競争法などの経済法分野にも広がっている。法分野ごとにそれを所管する省庁や弁護士会が実施主体あるいは協力機関として、法整備支援活動を展開しており、平成21年度の実施計画は、「平成21年度法制度整備支援実施計画」として整理されている。たとえば、民法、会社法や裁判実務支援であれば法務省（ただし、法務省の組織・人的体制には、後述のとおり十分なものではない。）、知的財産法であれば特許庁が支援体制の中心となることが通常である。
2013年6月7日に閣議決定された「知的財産政策に関する基本方針」においても、「アジアを始めとする新興国の知財システムの構築を積極的に支援し、我が国の世界最先端の知財システムが各国で準拠されるスタンダードとなるよう浸透を図ること。」が重要目標として掲げられ、知的財産分野において法整備支援を積極的に推進していくこととされた。
法整備支援では、政府関係機関はもとより、裁判所、日本弁護士連合会、経済団体等関係者間の官民連携が不可欠であるため、オールジャパンによる支援体制の強化が図られたときもあった。しかし、その司令塔としての役割が期待され、自民党政権下で設けられた海外経済協力会議 は、民主党政権下で廃止され、法整備支援全体を省庁横断的に統括する組織、仕組みは不在の状態が続いている。しかも、本来法整備支援の中核を担うべき法務省は、大臣官房はじめ法務省本省の部局には法整備支援を所管させず、本省外の施設等機関である法務総合研究所の一部門として大阪に置かれている国際協力部のみに所管させている。さらに、その国際協力部も、民商事分野の法整備支援を主な目的としていながら、在籍する法律家の大半は刑事を専門とする検察官出身者であり、民商事を専門とする法律家は裁判官からの出向者1名だけである。組織内の位置付けとしても、人的体制としても、前述のような法整備支援の重要性に見合ったものとはなっていない。そのような現状もあり、2017年6月には、法整備支援を含めた国際的な戦略として、法務省大臣官房の国際機能強化や在外公館への法律家配置の増員など、政府の国際部門における法律家の役割強化も提言されている。
一方、弁護士については、四大法律事務所などの大手法律事務所をはじめ、弁護士のアジア展開（特に東南アジア）も急速に進んでいる 中、JICA長期専門家として支援対象国に派遣されること や、法務省や特許庁などから外国法の調査を受託することがある。なお、それら調査の報告書はウェブにおいて一般公開されている。
法整備支援に限らず、ODA技術協力案件の形成においては、大使館及びJICAを中心とする現地ODAタスクフォースが主導的な役割を果たしている。多くの日本大使館では、外務省以外の省庁から出向した職員（アタッシェ）が在籍している が、一般にこういったアタッシェが国際協力の案件形成及び実行の面で活躍することもある。この点、リーガルアタッシェ（法律家として在外公館に勤務する者）は、裁判官又は検察官出身の者が、欧米諸国のほか、アジアでは中国や韓国の大使館に配置されている が、ASEANの存在感や重要性の高まりを受け、国際的に活動する弁護士などから、インドネシアに所在するASEAN日本国政府代表部 にもリーガルアタッシェを置くべきであるという指摘がされている。また、政府与党からも、法律家のグローバル展開が極めて重要との認識のもと、法律家の在外公館への駐在や条約交渉への採用など公的分野での取り組みも拡大すべきとの提言がなされている。

### 各国に対する日本の支援状況

#### ベトナム
ベトナムは、1986年から社会主義路線の方向修正を図るドイモイを実施し、その中で市場経済に適合した民法や民事訴訟法などの法律を整備する必要に迫られた。ベトナムが日本に法整備支援を求めるようになったのは、このような国家体制の移行を目指した活動の一環である。日本の法整備支援の中では、ベトナムに対するものがもっとも古く、1994年の法務省法務総合研究所によるものが最初である。その後1996年からは、JICAのプロジェクトとして法整備支援が継続されている。
ベトナムの法律は、その歴史的経緯から、現地の慣習法を下地にフランス法の影響を受け、さらに社会主義法であるソビエト法の大変強い影響を受けている。法整備支援が開始されて間もない2000年ころの時点で、市場経済化の観点から指摘されていたベトナム法の課題としては、次のような点が挙げられていた。
1. 民事法であっても、国民が守るべき道徳、行為規範としての性格が強い一方、その規範に違反した場合にどういった法律関係が生じるかが明らかでなく、裁判規範として機能していない。たとえば、不動産の二重譲渡という民法の基本的な問題についても、関係者間でいかなる法律関係が生じるのかが法典上明らかでない。その上、判例の蓄積や公開もほとんどなく、また、起草担当者の解説書やコンメンタールなどがあるわけでもないため、裁判実務における法解釈の安定性がなく、予見可能性に著しく欠ける。
2. 善意取得や表見代理など、取引の安全を保護する規定が欠けている。
3. 自然人及び法人以外に、「家族」に法主体性を認めているが、誰までが「家族」に含まれるかの規定がない上、「家族」の持つ土地使用権を処分することが、戸主のみで可能なのか、「家族」全員の同意が必要なのかについて、法律や下位規範間で矛盾した定めがされており、不動産取引の安全を害している。
4. 国土の大半で土地使用権の保存登記が進んでいない状況でありながら、不動産登記を土地使用権譲渡の対抗要件でなく、効力要件にするなど、インフラストラクチャーの実情を反映していない法律を制定し、結果として当該法律を死文化させている。

こういった中、日本のベトナムに対する法整備支援としては、
1. 民法、民事訴訟法、国家賠償法などの法律起草・改正の支援
2. 判決書の標準化
3. ベトナム国家大学法学部ハノイ校における日本法教育
4. 裁判実務の改善（モニタリング、問題点の洗い出し、フィードバック）、実務家（裁判官、検察官、弁護士）の能力向上支援

などが行われてきた。2000年以降は、現職の裁判官、検察官、弁護士が、JICA長期専門家としてベトナムに常駐し、日常的な支援活動を展開している。日本の法整備支援に対するベトナムの信頼は厚く、2007年には、JICA長期専門家に対し、ベトナム司法大臣から「司法事業記念賞」が授与されている。
こういった法整備支援は、ベトナムで事業を行う日系企業からも、「法整備に係る日本の経験・知見が提供され、ベトナム側に採用されることで、いわば制度的な『常識』が日本と近くなり、さらにベトナムの隣国にまで波及しうることから、日本と当該地域間のビジネス面での協力加速へのインパクトも極めて大きいという指摘」がされているという。

#### カンボジア
カンボジアは、ポル・ポト派によって、人的にも物的にも壊滅的な破壊が行われたため、1991年のパリ和平協定締結後、国の社会基盤を1から作り直す復興作業を行うことになったが、法制度の整備もその重要な一部であった。カンボジア政府は、日本のベトナムにおける法整備支援の評判を聞き、日本政府に対し、民法及び民事訴訟法の起草支援を依頼した。これを受けてJICAによるカンボジア法整備支援が1998年に開始された。
日本の全面的支援のもと、カンボジアの民事訴訟法及び民法が完成した。民事訴訟法は2006年7月公布、2007年7月から適用を開始し、民法は2007年12月に公布され、別に法律で定める日から適用を開始するとされている。また、登記、供託など民法や民事訴訟法に関連する法律の起草支援も引き続き行われている。
一方、カンボジアに対する法整備支援は、このような法律の起草だけでなく、法律家の人材育成にも及んでいる。法律は、それを適正に運用する人材がいてこそ初めて機能するものだからであるが、こういった人材育成は、法典の起草以上に困難な作業だとも指摘されている。カンボジアでは、2003年11月から、王立裁判官・検察官養成校による裁判官・検察官の養成が行われるようになったが、2005年11月から同養成校に対するJICA法整備支援が開始し、教材作成、教官養成などの支援が行われている。また、カンボジア弁護士養成校に対しても、日本弁護士連合会を受託機関とするJICA法整備支援が2002年9月から3年間行われ、2007年12月から再開されている。

#### インドネシア
インドネシアは社会主義路線の変更といった体制移行国ではなく、そもそも自由主義陣営であり、日本としては1990年代半ば頃から知的財産等各法の分野での協力が始められていた。1997年のタイの通貨危機に端を発したアジア経済危機がインドネシアに波及し1998年にスハルト政権が打倒された。この時より憲法を初めとして法制度改革が推進されることとなる。日本は1998年に経済法研修、2000年に独占禁止法研究会等を実施し、2001年よりJICA調査団を派遣、2002年調査には法務省法務総合研究所国際協力部も加わった。2003年から1年間弁護士が、2004年から2006年までの2年間は法学者がそれぞれJICA企画調査員として赴任した。2005年から2006年にかけてインドネシア最高裁判所規則集（ベンチブック）改定支援が行われ、2007年から2009年にかけて和解調停制度強化支援プロジェクトが実施された。この間、2004年のアチェ津波災害を受けて、日本は土地台帳復旧支援及びアチェに対する裁判外紛争処理遠隔セミナーを緊急実施した。2010年より2012年まで法務省法務総合研究所国際協力部が現地訪問及びセミナーを、インドネシア最高裁が日本研修を毎年行なっている。2012年8月の現地訪問時には日本人及びインドネシア人法律家等からなる日本インドネシア法律家協会が設立され、協力関係は新しい発展段階に入った。また、近年、チャイナ・プラス・ワンといった観点から日本企業のインドネシア再進出が盛んであり、経済活動の基盤となる法整備に対する国際協力の必要性が改めて注目されている。
このような背景のもと、2015年からは、JICAの枠組みの下、日本の法務省と特許庁が共同して、知的財産法制の運用等に関する法整備支援が行われ、さらに2018年10月には、日本の法務省としては初めての包括的協力・連携の枠組みとして、インドネシアの法務人権省との間で、民商事法制や出入国管理、犯罪者処遇などの法務行政全般での協力覚書を交換した。
このように法整備支援を含めた両国間の法分野での協力関係は、当初戦略性に乏しい時期があったことは否定できないものの、地道な交流を重ねるなどしながら、次第に拡充の道を進んでいるといえる。

#### モンゴル
2010年から2015年にかけてJICAの支援で裁判所に調停が導入された。2012年に調停法が成立し、2014年から全国の裁判所で調停が利用されている。

#### 中東諸国
2015年7月に主要６か国（国連常任理事国である米・英・仏・露・中と独）との核合意に達したイランを含め、イスラム教を国教とする中東諸国は、不安定要因を抱えつつも経済的・外交的重要性が高まっている ため、イランなどへの進出を検討する日本企業も増えつつあり、それに伴って中東への展開を開始する日本の法律事務所も現れている。しかし、日本の実情としては、 弁護士のアジア展開などの中、中国や東南アジアなどの法制・運用の情報収集・蓄積は進展している のとは対照的に、中東諸国の法制・運用に関する情報は著しく不足しており、日本企業への法律面での支援が不十分な状況にあるとされている（一方、欧米先進諸国では、中東を専門とする法律事務所が存在している。）。
イスラム教を国教とする中東諸国に対する日本の法整備支援としては、イランに対するものが挙げられる。イラン向け法整備支援は、２００４年から開始され、２００８年までのフェーズ１、２００９年～２０１１年までのフェーズ２、２０１３年～２０１６年３月までのフェーズ３と継続されてきた。内容としては、比較的短期間の日本国内での研修を毎年単発で行う程度にとどまっており、ベトナム、カンボジアや同じイスラム系のインドネシア向けのように、日本の法律家を長期専門家として現地派遣することを含めた本格プロジェクトが行われたことはないが、長期専門家を派遣しての協力の可能性は、今後の継続的な検討課題とされている。
一方、法整備を含めた国づくりが課題となっているパレスチナ自治政府（パレスチナの法参照）に対しても、日本の法整備支援が行われているとの指摘はある が、刑事分野に限られている上、他の支援対象国のような規模や体系立ったものとはなっていない。
以上のとおり、法分野における日本と中東諸国との協力関係は、未成熟の段階にある一方、イスラム教徒の多い国としては日本と最も地理的に近い国の１つであるインドネシアとの協力関係は、前述のとおり包括的なものへと発展してきている。こういったインドネシアとの連携・経験の蓄積は、イスラムという共通項を有する中東諸国との協力関係構築・発展にとっても重要との指摘がされている。
なお、イランの法制で見られるように、イスラム法（シャーリア）を最高法規とする法体系下でも、大陸法系の近代的な民法典・商法典が整備され、存続する例があるが、その背景として、イスラム社会の基礎は、私有財産制と私的自治に置かれており、近代の取引法制と基本的発想において共通するためとの指摘もされている（ただし、サウジアラビアの法制下では、民法典制定への消極論が根強く、国王の積極姿勢に関わらず、未だ制定に至っていない。）。

## 東欧での法整備支援
東欧では1989年7月のアルシュサミットでの決定を受けてポーランドとハンガリーの民主化・経済再建支援のための援助計画ファーレ・プログラム（PHARE Programm）が開始された。1993年のコペンハーゲン欧州理事会の決定に基づきファーレ・プログラムでは民主化のための機構整備、法整備、人材育成研修等の制度設計が優先的に支援する対象となった。